# Deep Dot Web
Deep Dot Web war eine nichtkommerzielle englischsprachige Nachrichten-Website, welche sich primär mit dem Darknet und dessen Ökonomie, aber auch Computersicherheit und Anonymität allgemein befasst. Unter anderem werden Artikel über die Entwicklung des Handels (insbesondere Drogenhandels) im Darknet, Interviews mit Betreibern von Darknet-Märkten sowie Betrugswarnungen veröffentlicht.
Exklusive Berichterstattung umfasste bisher Operationen von Strafverfolgungsbehörden sowie Verhaftungen, Crowdfunding von Kinderpornografie, gemeinnützige Spenden seitens Händlern und Marktbetreibern, Einzelheiten zu Markt-Hacks sowie Erweiterungen der Angebotspalette, etwa Handel von Software-Exploits sowie geleakten Behördendaten.
Die Motivation zur Gründung der Website bestand im Wesentlichen darin, als unabhängige Informationsquelle Nutzer des Darknet vor Betrug und gefährlichen Produkten zu schützen. Hierzu wird eine Echtzeitliste von Untergrundmärkten gepflegt.

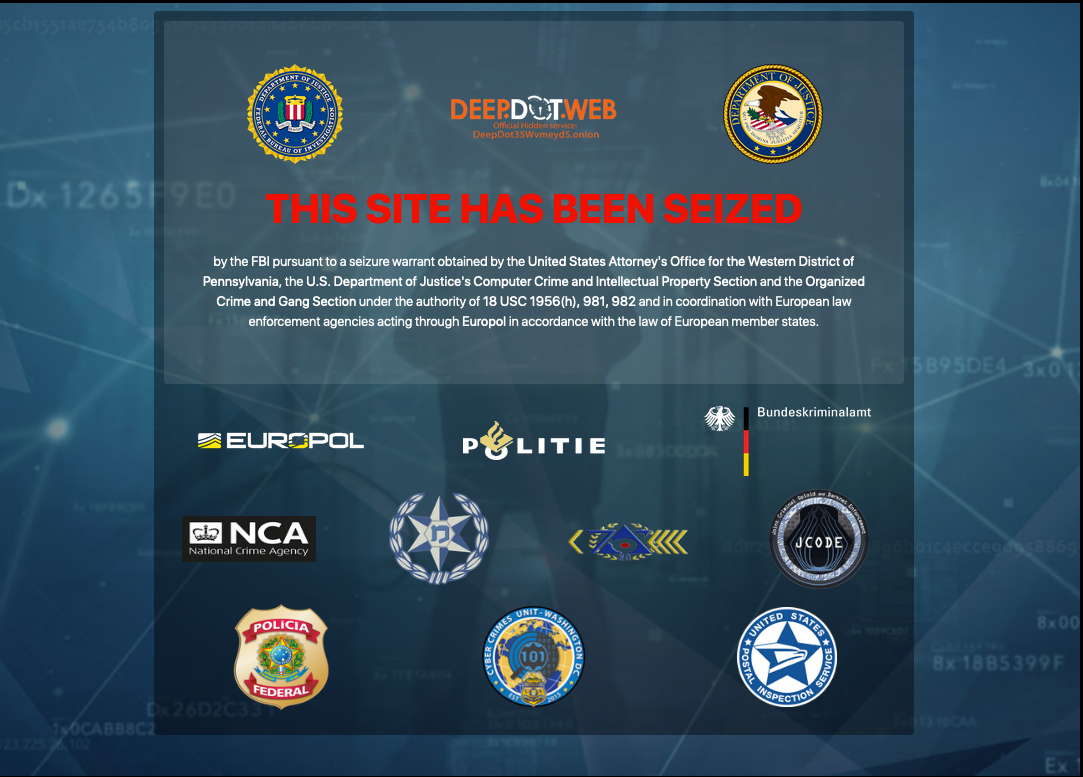
Sperrbildschirm beim Öffnen der Seite

Am 7. Mai 2019, wenige Tage nach der Abschaltung des zweitgrößten Darknet-Markts Wall Street Market und des Marktes Valhalla, wurde die Seite durch das FBI und weitere Strafverfolgungsbehörden in anderen Staaten (darunter das Bundeskriminalamt und Europol) abgeschaltet und mehrere involvierte Personen festgenommen. Untersuchungen und Festnahmen gab es unter anderem in Frankreich, Deutschland, den Niederlanden, Brasilien und Israel. Nach TechCrunch erhielt die Seite Millionen Provisionen für das Bereitstellen von Links. Ein möglicher Grund für die Strafverfolgung und Sperrung liegt bei Geldwäsche.